# マンライバートル・ダムディンスレン

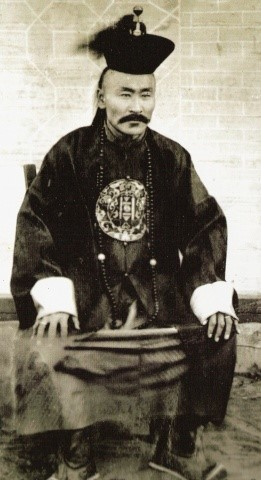
Manlaibaatar Damdinsüren

マンライバートル・ダムディンスレン （ᠮᠠᠩᠯᠠᠢ ᠪᠠᠭᠠᠲᠤᠷ
ᠵᠠᠮᠰᠠᠷᠠᠩ ᠤᠨ
ᠳᠠᠮᠳᠢᠨᠰᠦ᠋ᠷᠦᠩモンゴル語: Манлайбаатар Дамдинсүрэн、ラテン文字：Manlaibaatar Damdinsüren、最初の英雄ダムディンスレンの意、チベット語：རྟ་མགྲིན་སྲུང་; 1871年3月13日 – 1921年1月27日）, 本名 ジャムスランギーン・ダムディンスレン （Жамсрангийн Дамдинсүрэн）は、 モンゴルの軍事指導者、汎モンゴル主義者、外交官、独立運動家。

## 経歴
内モンゴルフルンボイルのバルガ族左翼正白旗出身。7歳より満州文字 およびモンゴル文字を学ぶ。筆帖式、ニルに叙せられる。1908年、家督相続のため北京の紫禁城に赴いた際、同じく接見に来たボルジギン氏のトシェート・ハーン部右翼左旗扎薩克和碩親王でのちにボグド・ハーン政権にて外務大臣を務めるミジドドルギーン・カンドドルジと出会い、蒙古人の独立について密かに話し合ったとされる。
1911年、ダムディンスレンはイフ・フレーにて諸王や高僧らの密会に参加、清からの独立にジェプツンダンバ・ホトクト8世を君主として推戴する事とした。独立宣言発表後、ダムディンスレンは兵を動員しハイラルの掌握に貢献、ボグド・ハーンの信任を得、ボグド・ハーン政権成立後に奉恩輔国公の爵位と外務副大臣の地位を得る。1912年8月、カタンバートル・マグサリジャプ、ジャ・ラマとともにホブドの中国軍を退け、奉恩鎮国公の爵位とマンライバートルの称号を受けた。12年末には固山貝子となる。
1913年2月、チベット・モンゴル相互承認条約調印に参加。その後再び戦線に戻り、 フフホト攻略に兵を進めるも失敗に終わった。この遠征にはのちに革命運動の指導者となるダリザビーン・ロソルも参加している。
1914年12月から1915年6月にかけて、キャフタ協定策定に向けた交渉に参加し、内蒙古の権益を主張するが、自治を獲得したのは外蒙古のみであった。
その後、自治政府内には政争が起こり、カンドドルジ外務大臣、トグス＝オチリン・ナムナンスレン首相らが次々と不審な死を遂げる。1919年10月、徐樹錚率いる西北辺防軍第1師が侵攻し、翌月には外蒙古の自治を解消。1920年、ダムディンスレンはマグサリジャプとともに革命勢力と接触を図るようになるも、北洋政府に逮捕され、1921年1月に獄死。
ウランバートル市内に「マンライバートル・ダムディンスレン通り」がある。